# Estación de Benalúa
Benalúa, antiguamente denominada como Benalúa de Guadix, es un apeadero ferroviario situado en el municipio español de Benalúa, en la provincia de Granada, comunidad autónoma de Andalucía. Dispone de servicios de Media Distancia operados por Renfe.

## Situación ferroviaria
Las instalaciones se encuentran situadas en el punto kilométrico 146,4 de la línea férrea de ancho ibérico Linares Baeza-Almería, a 861 metros de altitud sobre el nivel del mar, entre las estaciones de Fonelas y Guadix. El trazado es de vía única y está sin electrificar.

## Historia
La estación fue inaugurada el 22 de octubre de 1896 con la apertura del tramo Moreda-Guadix de la línea de férrea que pretendía unir Linares con el puerto de Almería hecho que no se alcanzó hasta 1904 dadas las dificultades encontradas en algunos tramos. Su construcción corrió a cargo de la Compañía de los Caminos de Hierro del Sur de España que mantuvo su titularidad hasta 1929 cuando pasó a ser controlada por la Compañía de los Ferrocarriles Andaluces. Andaluces, como así se le conocía popularmente ya llevaba años explotando la línea tras serle arrendada la misma en 1916. Un alquiler no demasiado ventajoso y que se acabó cerrando con la anexión de la compañía. En 1936, durante la Seguna República Andaluces fue nacionalizada e integrada en la Compañía Nacional de los Ferrocarriles del Oeste debido a sus problemas económicos. Esta situación no duró mucho ya que en 1941, con la nacionalización de toda la red ferroviaria española, la estación pasó a manos de RENFE.
Desde el 31 de diciembre de 2004 Renfe Operadora explota la línea mientras que Adif es la titular de las instalaciones ferroviarias.